# Hilària

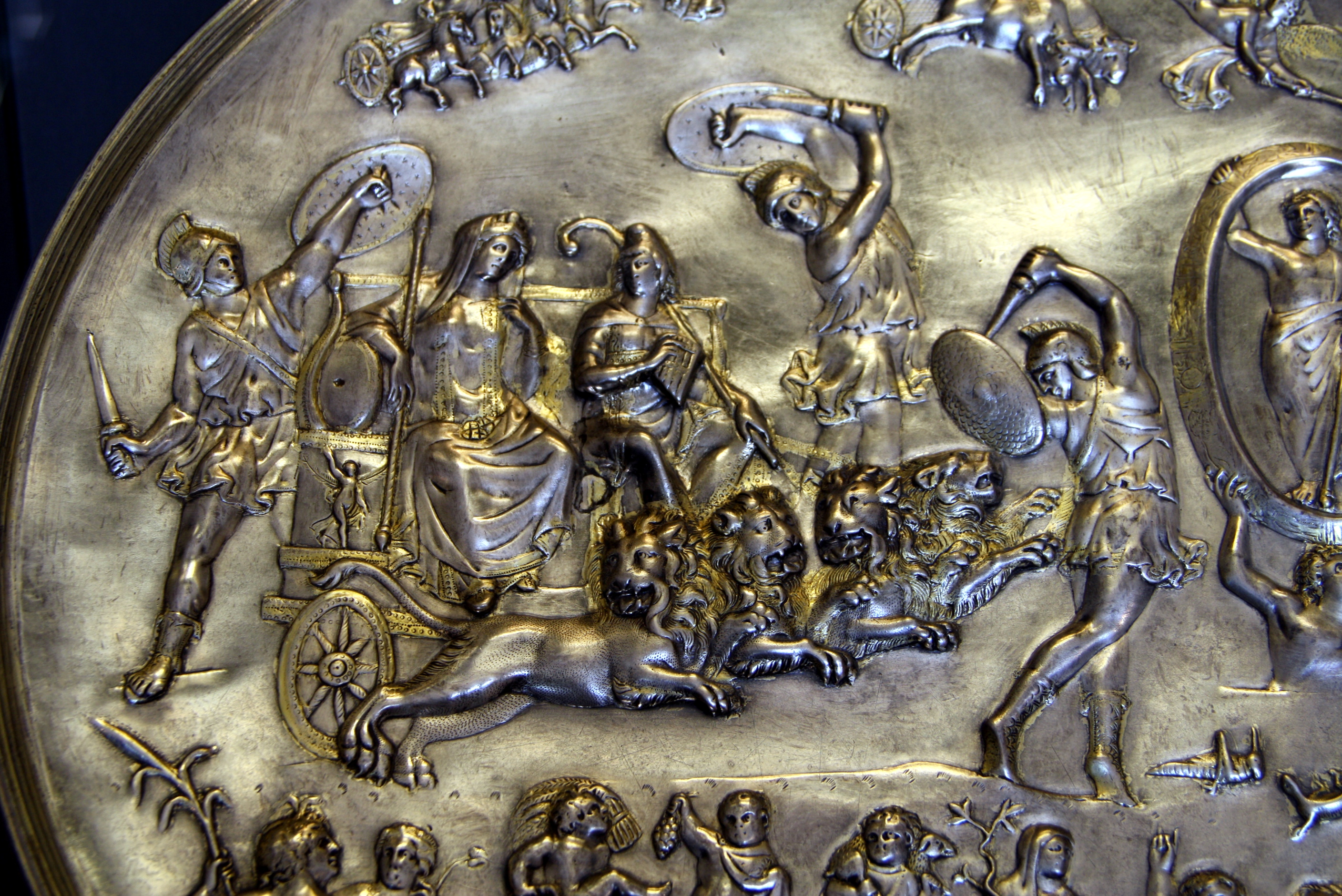
Imatge de la processó d'una hilària, portant la imatge de Cíbele i Atis en un carro tirat per quatre lleons, envoltats de sacerdots dansaires. Plàtera trobada a Mediolanum, datada cap al 200–400 de l'era cristiana, actualment al Museu arqueològic de Milà.

Hilària o les Hilàries (en llatí Hilaria, en grec antic ἱλαρός, les dues paraules amb el significat d'alegria) va ser el nom donat originalment a qualsevol dia de festa o celebració. Segons Màxim Monjo, les hilàries podien ser públiques o privades i entre les segones s'incloïen els dies de naixement o enllaç matrimonial de les persones, mentre que entre les públiques, on no es podia expressar cap manifestació de dol, hi havia els grans dies com el nomenament d'un nou emperador. Però generalment la paraula Hilària es fa servir per a referir-se a una festa en honor a Cíbele i a Atis.

## HilàriaMatris Deum
Els romans feien una festa de nom Hilaria el dia 25 de març, en honor de Cíbele la Magna Mater i a Atis, però Lampridi l'anomena Hilaria Matris Deum. La celebració durava una setmana que se celebrava al voltant del primer dia després de l'equinocci d'hivern, just quan el dia era per primera vegada més llarg que la nit i l'hivern es donava per acabat. Valeri Màxim esmenta els jocs en honor de la Mare dels déus i diu que es feien jocs. Herodià diu que al temps de l'Imperi es feia una solemne processó en què l'estàtua de la deessa era transportada junt amb costosos objectes de plata i obres d'art, es feien jocs i es permetien algunes llicències; també es portaven màscares i es podien imitar altres persones fins i tot magistrats.
Per participar en els rituals de la setmana sagrada, els ciutadans s'havien d'adscriure a una de les dues confraries: els Cannophores («portadors de canyes») i els Dendrophores («portadors d'arbres»). El desenvolupament de les activitats era el següent:
- 15 de març (idus): Cerimònia del Canna intrat, els portadors de canyes feien una representació de la trobada d'Atis entre les canyes que creixen a la vora del riu frigi Sangarius,[3] on va ser descobert segons unes versions per uns pastors i segons altres per la mateixa Cíbele.[4] Els cannophores collien les canyes i el nadó.[5]
- 22 de març: Cerimònia de l'Arbor intrat, commemorant la mort d'Atis sota un pi. Els portadors d'arbres tallaven un arbre,[6] al qual li havien penjat una imatge d'Atis,[7] i el carregaven entre tots fins a arribar al temple, anant fent gemecs de dol pel camí. Aquesta diada va formar part del calendari de festes romanes a partir de l'emperador Claudi.[8] Els tres dies següents eren dies de dol.[9]
- 23 de març: Diada del Tubilustrium. En tractava d'una antic ritual en honor del déu Mart. El tronc que s'havia tallat dies abans es deixava al temple de Magna Mater, amb una processó dels salii, uns sacerdots dansaires que anaven fent xocar els escuts però amb l'afegit de l'exhibició de trompetes enllustrades, potser per relació amb els coribants dels rituals grecs d'on procedia el culte a Cíbele.[10]
- 24 de març: Sanguem o Dies Sanguinis («el dia de la sang»"), un frenesí de gemecs de dol, en què els devots ploraven fins a esquitxar de llàgrimes, o amb la pròpia sang, l'altar i l'efígie d'Atis; alguns feien representacions de la castració dels sacerdots eunucs d'aquesta divinitat anomenats galli. En fer-se de nit (la nit sagrada de la setmana), ficaven la imatge d'Atis en una tomba ritual.[11]
- 25 de maç, (l'equinocci de primavera segons el calendari romà): La festa pròpiament dita Hilaria («de la joia, de l'alegria»), en què se celebrava el naixement d'Atis.[12] Els primers escriptors cristians van relacionar aquest dia amb la resurrecció de Jesús de Natzaret.[13] Damasci va atribuir-li a aquesta festa el sentit de "alliberament de l'Hades".[14]
- 26 de març: Requietio («diada de descans»).[15]
- 27 de març: Lavatio («rentada»), segons Ovidi es podria tractar d'una innovació introduïda per August,[16] en què la pedra sagrada de Cíbele es portava en processó des del temple al Palatí fins a la Porta Capena i després per la Via Àpia fins al rierol anomenat Almo, un afluent del Tíber. Allà un sacerdot vestit de roig banyava la pedra a la manera frígia. El Quindecemvir, un dels pontífexs, feia d'ajudant. El camí de tornada es feia amb il·luminació de torxes i molta alegria. La cerimònia era un record del primer dia que la deessa va arribar a la ciutat.[17]
- 28 de març: Initium Caiani, entès per alguns com un ritual d'iniciació als misteris de la Magna Mater i Atis, celebrats al Gaianum, prop del santuari frigi que hi havia al turó Vaticà.[18]

Els historiadors no es posen d'acord sobre quina part de la festa va ser una aportació de Claudi i quina part es va anar desenvolupant amb els anys. El caràcter frigi del culte hauria pogut se un motiu perquè aquest emperador hi tingués un interès especial, ja que ell mateix reclamava tenir avantpassats troians, que eren un poble frigi. Potser Claudi va ordenar el dol per la mort d'Atis, abans que aquesta festa adquirís el significat de resurrecció del déu, amb expressions de joia el darrer dia de la Hilària. El programa complet d'activitats que ocupava una setmana es creu que ja era oficial en temps d'Antoní Pius (que va governar entre el 138 i el 161), però entre els fasti trobats només apareix a la Cronografia del 354.